# 馬克西姆·塔克薛拉
馬克西姆·塔克薛拉（法語：Maxime Teixeira，1989年1月18日—）是一位法國職業網球運動員。

## 外部連結
- 馬克西姆·塔克薛拉（英文/西班牙文）的官方資料
- 馬克西姆·塔克薛拉的國際網球總會 職業／青少年 官方資料（英文）
- 馬克西姆·塔克薛拉的官方資料（英文）